# 克雷昂日
克雷昂日（法語：Créhange，法語發音：[kʁe.ɑ̃ʒ]；洛林法兰克语：Kriching）是法国摩泽尔省的一个市镇，位于该省北部，属于福尔巴克-布莱摩泽尔区。

## 地理
克雷昂日（49°3'47"N, 6°34'55"E）面积10.46 平方千米，位于法国大東部大區摩泽尔省，该省份为法国东北部内陆省份，是洛林的一部分，西南接默尔特-摩泽尔省，东临下莱茵省，北与卢森堡和德国接壤。
与克雷昂日接壤的市镇（或旧市镇、城区）包括：邦比代尔斯特罗夫、埃尔旺日、福尔克蒙、弗莱特朗日、曼维莱尔、特里特兰-雷德拉克。

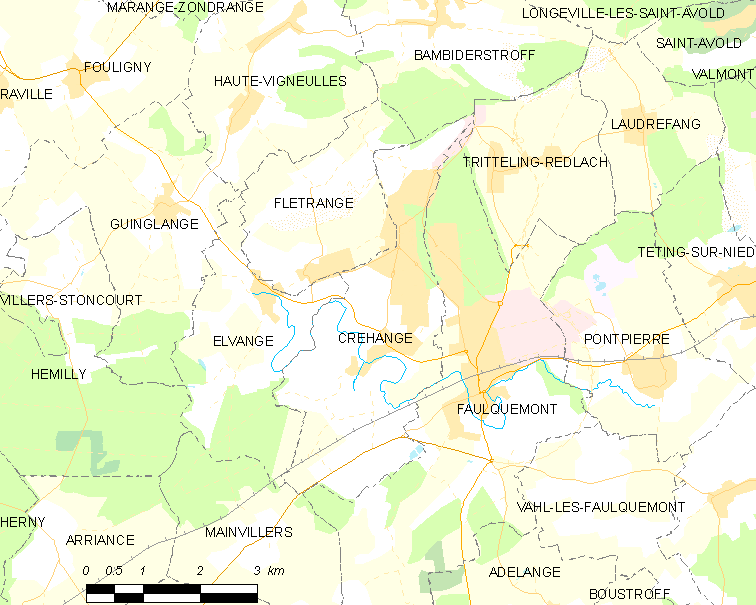
克雷昂日的OSM定位图

克雷昂日的时区为UTC+01:00、UTC+02:00（夏令时）。

## 行政
克雷昂日的邮政编码为57690，INSEE市镇编码为57159。

## 政治
克雷昂日所属的省级选区为福尔克蒙县。

## 人口

1962-2008年间克雷昂日人口变化图示

克雷昂日于2022年1月1日时的人口数量为3745人。